# Šacung Cup
Šacung Cup (dříve též Šacung OMV) je venkovní nohejbalový turnaj trojic, který se pořádá od roku 1962 na posázavské trampské osadě Šacung u Kaliště – Lensedel. Od roku 1992 je Šacung Cup turnajem mezinárodním a lze ho označit za nejstarší mezinárodní turnaj mužů v nohejbale.
Turnaj se hraje ve specifickém prostředí, pro něž se vžila jednoduchá přezdívka „klec“. Jedná se o výběrový turnaj, na kterém startují pouze ligoví hráči z českých i zahraničních nohejbalových soutěží. Turnaj se tradičně koná poslední červencovou sobotu (výjimečně v některých letech předposlední).
Šacung Cup je jedním z nejprestižnějších mezinárodních nohejbalových turnajů v ČR. Společně s Poslední smečí a Austin Cupem jsou nazývány jako tzv. Svatá trojice mezinárodních nohejbalových turnajů v ČR.

## Přehled vítězů
| Ročník | Jméno družstva               | Jména hráčů                                        |
| ------ | ---------------------------- | -------------------------------------------------- |
| 1992   | SO Askalona                  | Vilém Ungermann, Pavel Šimáček, MIroslav Fritz     |
| 1993   | TJ Solidarita Praha          | Jiří Šmejkal, Kamil Průcha, Jan Hošek              |
| 1994   | Ligový výběr                 | Václav Hána, David Perutka, Honsárek               |
| 1995   | NK Kadaň                     | Milan Hlaváček, Julius Vanya, Myška                |
| 1996   | TJ DP Praha                  | Miroslav Sachl, Roman Zajíc, František Kanda       |
| 1997   | SK Šacung                    | Robert Neumann, Martin Březina, Martin Maršálek    |
| 1998   | TJ Sokol Modřice             | František Kalas, Žitňák, Petr Bubniak              |
| 1999   | Prometal Šaca                | Ladislav Ivanecký, Ladislav Bertko, Jozef Rybnikár |
| 2000   | TJ Sokol Modřice             | Radim Havránek, František Kalas, Petr Gulda        |
| 2001   | NK Bratřínov                 | Martin Suchý, Pavel Šimáček, Miroslav Fritz        |
| 2002   | SK Šacung 1947               | Richard Makara, David Perutka, Petr Stejskal       |
| 2003   | NK DPMK Košice               | Ján Brutovský, Patrik Perun, Martin Perun          |
| 2004   | Reprezentace ČR              | Vilém Ungermann, Radek Pelikán, Jiří Dvořák        |
| 2005   | Výběr Elit Extraligy         | Karel Bláha, František Kalas, Josef Řehák          |
| 2006   | TJ Bílá Hora Plzeň           | Jiří Holub, Jiří Miksan, Petr Turek                |
| 2007   | Reprezentace SR              | Ján Brutovský, Patrik Perun, Martin Perun          |
| 2008   | ITD Sport                    | Richard Makara, Libor Chytra, Petr Stejskal        |
| 2009   | TJ Sokol SDS Exmost Modřice  | Pavel Kop, Radek Pelikán, Michal Kokštein          |
| 2010   | TJ Sokol SDS Exmost Modřice  | Pavel Kop, Radek Pelikán, Michal Kokštein          |
| 2011   | SK Šacung VHS Benešov 1947   | Jiří Doubrava, Jiří Holub, Petr Stejskal           |
| 2012   | TJ Sokol SDS Exmost Modřice  | Pavel Kop, Radek Pelikán, Michal Kokštein          |
| 2013   | SK Šacung ČNES Benešov 1947  | Jiří Doubrava, Jiří Holub, Petr Stejskal           |
| 2014   | SK Liapor Witte Karlovy Vary | Jan Vanke, Radek Pelikán, Ondřej Vít               |
| 2015   | SK Šacung ČNES Benešov 1947  | Jiří Doubrava, Václav Kadeřábek, Petr Stejskal     |
| 2016   | SK Šacung ČNES Benešov 1947  | Jiří Doubrava, Václav Kadeřábek, Petr Stejskal     |
| 2017   | NK Climax Vsetín             | Jan Chalupa, Michal Plachý, Tomáš Kupský           |
| 2018   | SK Šacung Benešov 1947       | Jiří Doubrava, Jakub Mrákava, Petr Stejskal        |
| 2019   | SK Šacung Benešov 1947       | Jiří Doubrava, Pavel Ježdík, Libor Chytra          |